# Montagne (Gironde)
Montagne (occitanisch: Montanha) ist eine südwestfranzösische Gemeinde mit 1.520 Einwohnern (Stand 1. Januar 2022) im Département Gironde in der Region Nouvelle-Aquitaine.

## Lage
Montagne liegt in einer Höhe von etwa 70 Metern ü. d. M. und in einer Entfernung von etwa zwölf Kilometern (Fahrtstrecke) östlich von Libourne bzw. fünf Kilometern nordöstlich von Saint-Émilion. An der nördlichen Gemeindegrenze verläuft das Flüsschen Lavie.

## Bevölkerungsentwicklung
| Jahr      | 1968 | 1975 | 1982 | 1990 | 1999 | 2006 | 2017 |
| Einwohner | 1929 | 1913 | 2007 | 1802 | 1585 | 1704 | 1524 |

## Wirtschaft
Auf dem Gebiet der Gemeinde wird seit Jahrhunderten Weinbau betrieben. Die produzierten Weine werden sämtlich über die im Jahr 1936 geschaffene Appellation Montagne-Saint-Émilion (AOC) vermarktet. Die Vermietung von Ferienwohnungen (gîtes) sowie der Kultur- und Weintourismus spielen ebenfalls eine wichtige Rolle für die Einnahmen der Gemeinde.

## Geschichte
Die Existenz dreier romanischer Kirchen lässt auf eine entsprechend lange Besiedlung der Gegend schließen. Über Zerstörungen im Verlauf des Hundertjährigen Krieges (1337–1453) oder während der Hugenottenkriege (1562–1598) ist nichts bekannt.

## Sehenswürdigkeiten

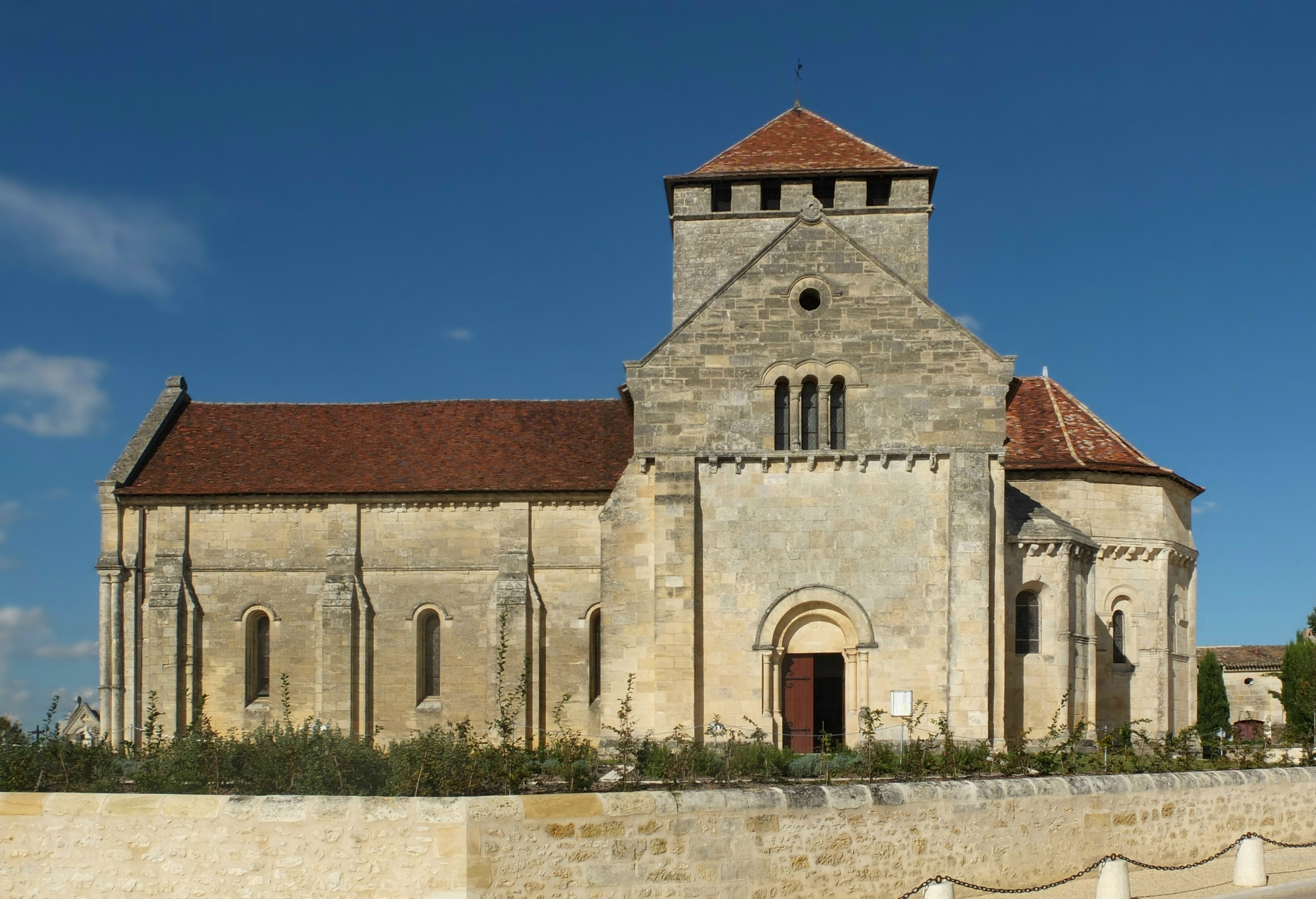
Montagne – Église Saint-Martin

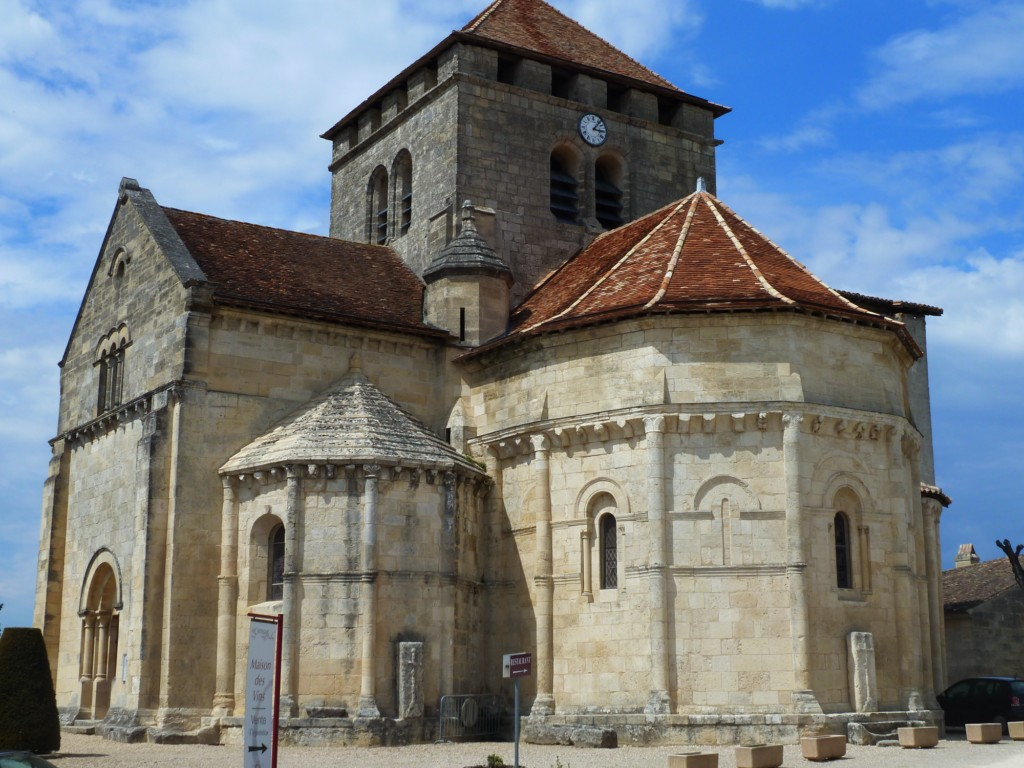
Montagne – Église Saint-Martin

Siehe auch: Liste der Monuments historiques in Montagne (Gironde)
- Die Pfarrkirche (Église Saint-Martin) ist ein Bau des 12. Jahrhunderts und überzeugt – trotz der im 19. Jahrhundert vorgenommenen Überarbeitungen – durch präzise, aber weitgehend dekorlose Steinmetzarbeit an allen Bauteilen (Apsis, Vierungsturm, Querhaus, Langhaus und Archivoltenportale). An die beiden Seitenarme des Querhauses schließen östlich kleine Apsiden an, die jeweils durch senkrechte Halbsäulenvorlagen und ein horizontales Gesims gegliedert sind; die Fenster sind nicht gerahmt, sondern wirken wie in das Mauerwerk eingeschnitten. Die Hauptapsis zeigt die gleichen Dekorformen, doch durch die in der Fensterrahmung eingestellten Säulchen, Blendfenster, die Verdoppelung der Gesimse und einen umlaufenden Konsolenfries wirkt sie deutlich eleganter. Über dem Glockengeschoss verfügt der Vierungsturm noch über eine umlaufende Fensterzone, die Beobachtungs- und Wachzwecken diente. Die Portalzone der Westseite ist nach einem Triumphbogenschema gestaltet. Durch die handwerkliche Präzision, die Querhausapsiden sowie durch das Vorhandensein eines zweiten Portals im südlichen Querhaus unterscheidet sich der Bau deutlich von einer 'normalen' Dorfpfarrkirche, was auf eine Prioratskirche hindeuten könnte, doch fehlen entsprechende urkundliche Nachweise. Die Kirche wurde bereits im Jahre 1908 als Monument historique anerkannt.[1]

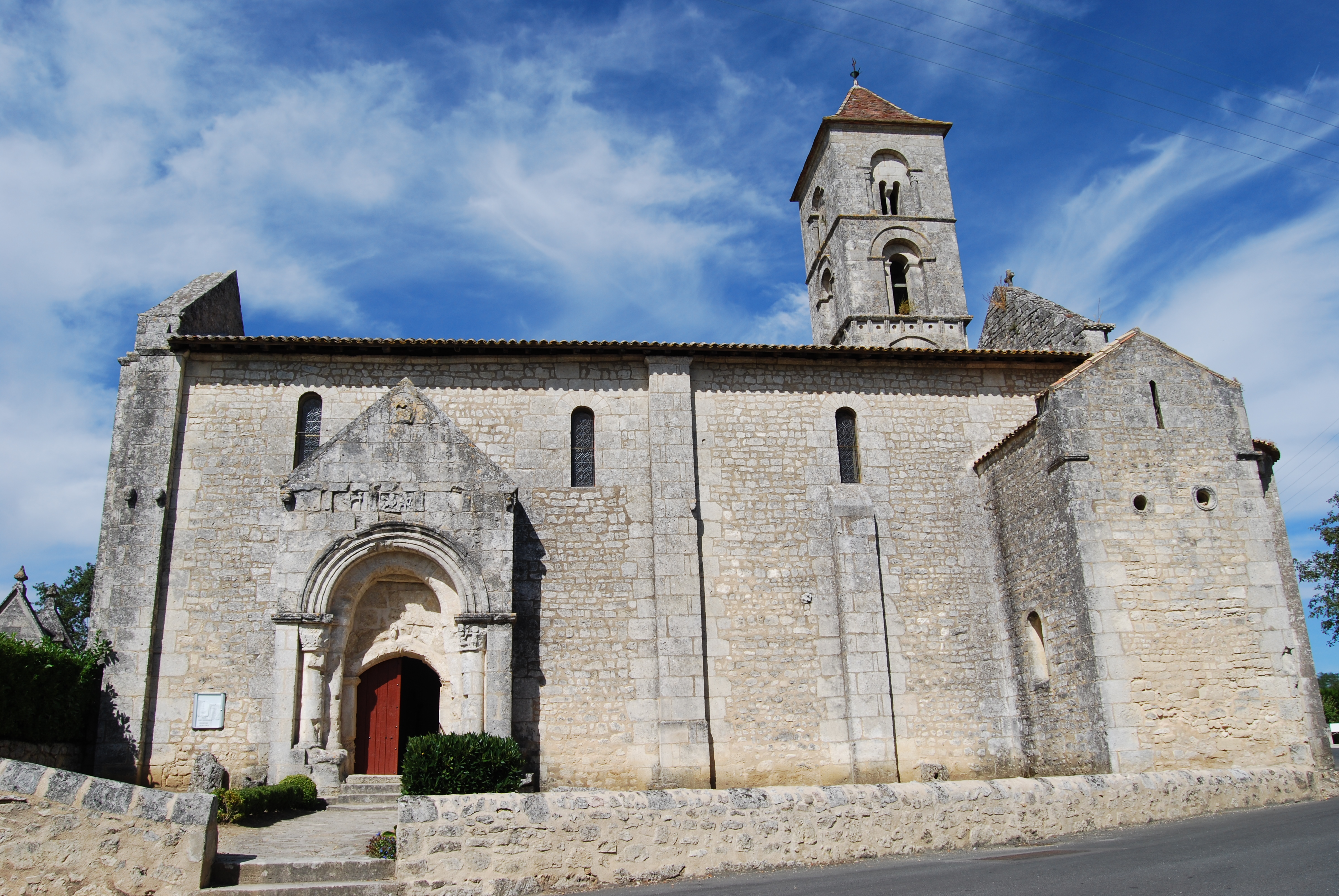
Montagne – Église Saint-Georges

- Im etwa 600 Meter südwestlich gelegenen Ortsteil Saint-Georges steht eine weitere denkmalgeschützte romanische Kirche, die sich durch die weitgehende Verwendung von Bruchsteinen deutlich von der Kirche Saint-Martin unterscheidet. Auch sie hat ein – allerdings sehr niedriges – Querhaus, dessen Nordarm von drei steinmetztechnisch deutlich exakter bearbeiteten Turmgeschossen überhöht wird. Durch die beiden Scheingiebel im Westen und im Osten erfährt der Kirchenbau eine optische Aufwertung. Da die Kirche kein Westportal hat, ist das aus der Wand heraustretende Portal im Westen der Südseite der einzige Zugang ins Innere. Das Kirchenschiff mit seinen hochliegenden und ungerahmten Fenstern vermittelt einen geschlossenen und wehrhaften Eindruck. Das einschiffige Innere schließt mit einer Apsis, deren Blendarkaden mit feingearbeiteten Kapitellen versehen sind (Foto → Weblink). Der Kirchenbau wurde im Jahre 1920 als Monument historique anerkannt.[2]

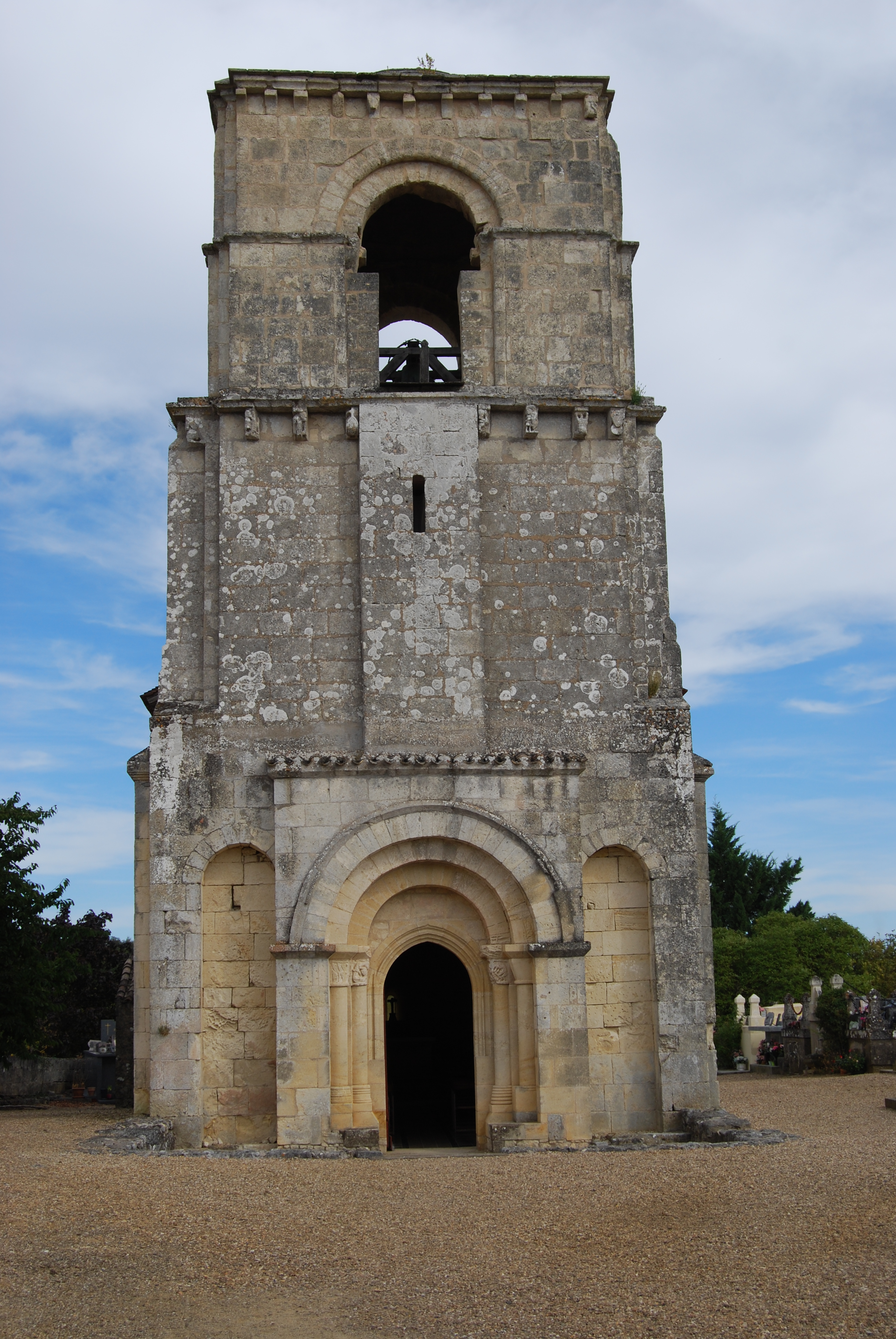
Montagne – Église Notre-Dame de Parsac

- Die etwa zweieinhalb Kilometer südöstlich im Weiler Parsac gelegene Pfarrkirche (Église Notre-Dame) ist die dritte romanische Kirche der heutigen Gemeinde. Sie ist ein Bau des 11. und 12. Jahrhunderts und deshalb größtenteils aus Bruchstein errichtet; lediglich der monumental und wehrhaft wirkende Westturm besteht aus Hausteinen. Die Portalzone zeigt ein recht beengtes Triumphbogenschema. Das einschiffige und querhauslose Innere ist tonnengewölbt; die deutlich kleinere Apsis wird von einem dominanten Triumphbogen mit Oculusfenster gerahmt. Der Kirchenbau wurde im Jahre 2002 als Monument historique eingestuft.[3]

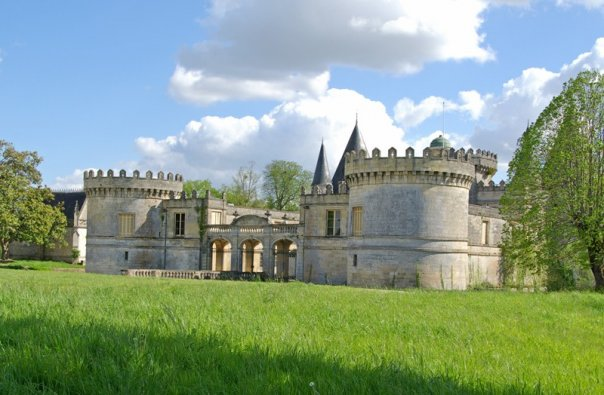
Montagne – Château des Tours

- Das etwa einen Kilometer südöstlich gelegene Château des Tours ist ein imposanter Burg- bzw. Schlossbau des 15. Jahrhunderts. Die Silhouette des Baukomplexes wird geprägt von vier – zum Teil mit Kegeldächern versehenen – Eckrundtürmen, zwischen die die Wohntrakte (corps de logis) mit ihren rechteckigen Fenstern gespannt sind; einer davon wurde später geöffnet und mit einem repräsentativen Portal ausgestattet, so dass die Anlage merklich von ihrem – durch das Vorhandensein eines Bergfrieds (donjon) unterstrichenen – Wehrcharakter verloren hat. Das Schloss wurde im 19. Jahrhundert unter der Regie von Viollet-le-Duc restauriert.